# Fint vettö
Fint vettö är ett album av musikgruppen Drängarna, släppt 1996. Det nådde som högst placeringen #28 på den svenska albumlistan.

## Låtlista
1. Sanningen
2. Kung Över Ängarna
3. Jösses Lilla Flicka
4. Mångalen
5. Till Sommaren
6. Tala Om Vart Du Skall Dra
7. Själv Är Bäste Dräng
8. Kommer Du Ihåg
9. Du Kan Inte Ta Mig
10. E'Du Go Eller!?!